# Kahanna Montrese
Kahanna Montrese (nacida el 25 de marzo de 1993) es una artista drag estadounidense que compitió en la temporada 11 de RuPaul's Drag Race.

## Carrera
Kahanna Montrese compitió en la temporada 11 de RuPaul's Drag Race. Siendo eliminada en el segundo episodio. Ha sido descrita como la "corista hip-hop de Las Vegas" y alguien que "fusiona influencias callejeras con alta costura de lujo". Su "madre" drag es la concursante de la temporada 5 Coco Montrese. En 2019, estrenó un sencillo y un video musical llamado "Scores". En el video aparecen Manila Luzon, Peppermint, y Trinity the Tuck. Kahanna Montrese y otros miembros del elenco de RuPaul's Drag Race Live! aparecieron en la final de la temporada 14 (2022). También apareció en la 64.ª edición de los Premios Grammy (2022).

## Vida personal
Kahanna Montrese es de Denver, y vive en Las Vegas, desde 2019.

## Discografía

### Sencillos
- "Scores"

## Filmografía

### Televisión
- RuPaul's Drag Race (temporada 11; 2019)